# Некрасовка (Хабаровський район)
Некра́совка (рос. Некрасовка) — село у складі Хабаровського району Хабаровського краю, Росія. Адміністративний центр та єдиний населений пункт Некрасовського сільського поселення.

## Населення
Населення — 8883 особи (2010; 9435 у 2002).
Національний склад (станом на 2002 рік):
- росіяни — 94 %